# Полномочный министр
Полномо́чный мини́стр (фр. un ministre plénipotentiaire) — существовавший с XVIII века дипломатический ранг посланника одной державы в другой, обыкновенно состоявшего при дворах второстепенных государств, но ввиду географической удалённости наделявшегося правом принимать решения, заключать и подписывать соглашения и договоры целесообразно интересам своей страны.
Ныне термин употребляется в сочетаниях «Чрезвычайный и полномочный посол» и «Чрезвычайный посланник и полномочный министр». Некоторые страны (например, Китай) продолжают использовать название «полномочный министр» для второй по старшинству должности в своих посольствах, ставя его выше советника-посланника.

## Подробнее
Министр был общим названием дипломатического агента по этикету XVIII века, а также принятым обращением к агентам («господин министр»). Титулы же различались: просто министр, министр-резидент, полномочный министр, поверенный в делах
Эпитет полномочный (plénipotentiaire) присваивался дипломатическим агентам, снабженным особыми полномочиями (pleins pouvoirs) ввиду значительной удалённости той державы, в которую они назначались. Потеряв со временем реальное значение, эпитет «полномочный» давал, тем не менее, его носителю известные церемониальные преимущества, пока не стал простым украшением.
Разнообразие дипломатических титулов в XVIII веке приводило к большим затруднениям при соблюдении этикета. Споры о ранге и председательстве отнимали у дипломатических агентов много времени, приводили к мелочным, безвыходным прениям, а иногда и к серьёзным пререканиям. Для устранения этих неудобств Венский конгресс (1814—1815), по инициативе Талейрана, установил следующие три класса дипломатических агентов:
- нунциев[4] и послов (ambassadeurs);
- интернунциев[5], чрезвычайных посланников и полномочных министров (envoyés extraordinaires et ministres plénipotentiaires), просто министров;
- поверенных в делах (chargés d’affaires).